# Centreville (Mississippi)
Pour les articles homonymes, voir Centreville.
La ville de Centreville est située à la fois dans le comté d'Amite et le comté de Wilkinson, dans l'État du Mississippi, aux États-Unis.

## Géographie
D'après le bureau du recensement des États-Unis, sa superficie est de 2,3 km2. La rivière Comité prend sa source à côté de la ville de Centreville puis s'écoule vers le Sud et entre dans l'État voisin de la Louisiane avant d'aller se jeter dans le lac Maurepas.

### Démographie
Au recensement de 2010, la population était de 1 684 habitants. La densité était de 281 hab/km2.